# Scheloribates viguerasis
Scheloribates viguerasis är en kvalsterart som beskrevs av Scull, Jeleva och Cruz 1984. Scheloribates viguerasis ingår i släktet Scheloribates och familjen Scheloribatidae. Inga underarter finns listade i Catalogue of Life.